# Campeonato Mundial de Atletismo de 2019 - 100 m masculino

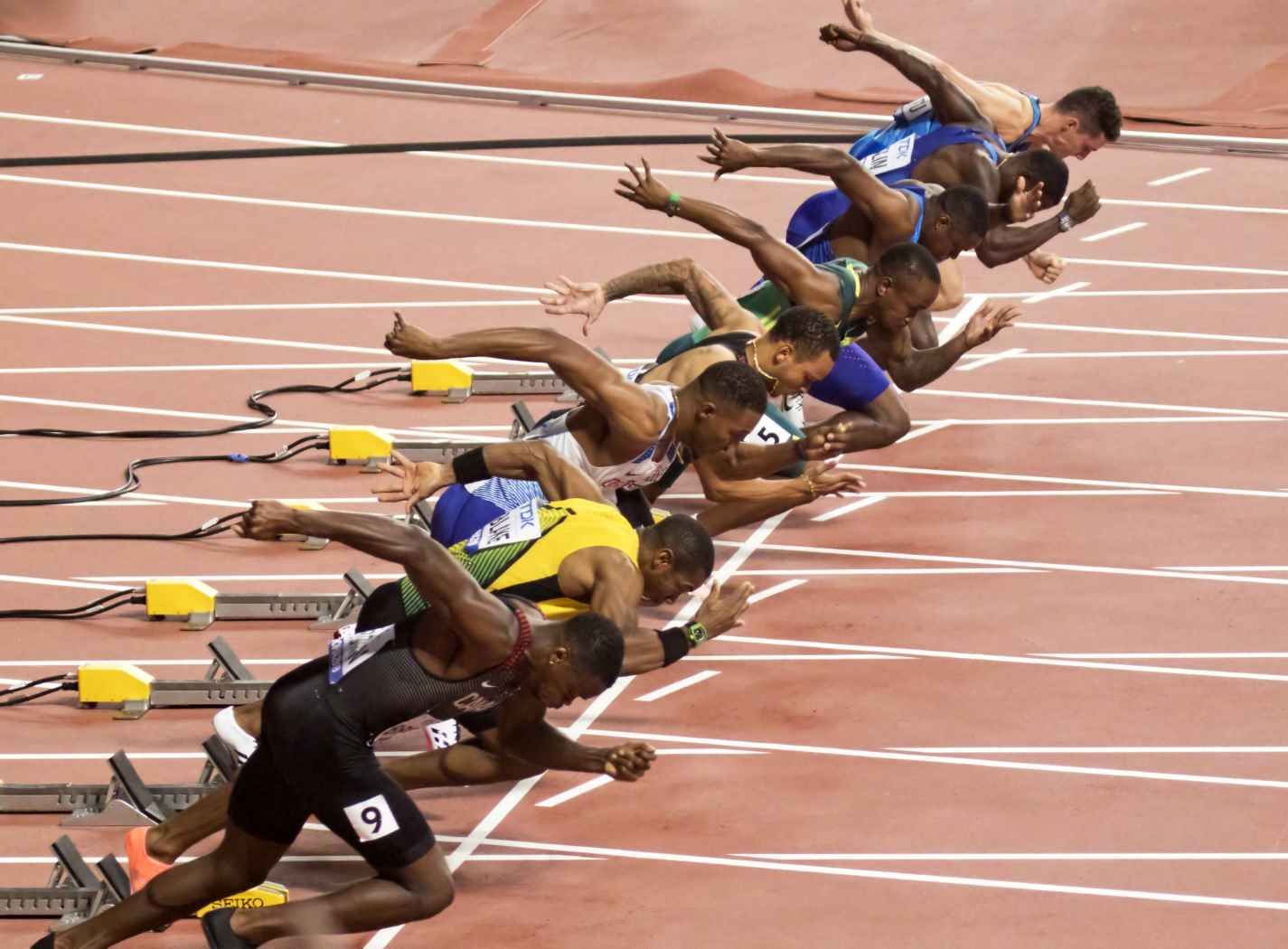
Final dos 100 metros masculino

A competição dos 100 metros masculino no Campeonato Mundial de Atletismo de 2019 foi realizada no Estádio Internacional Khalifa, em Doha, no Catar, nos dias 27 e 28 de setembro.

## Recordes
Antes da competição, os recordes eram os seguintes: 
| Recorde mundial                               | Usain Bolt (JAM)        | 9.58  | Berlim, Alemanha            | 16 de agosto de 2009 |
| Recorde do campeonato                         | Usain Bolt (JAM)        | 9.58  | Berlim, Alemanha            | 16 de agosto de 2009 |
| Recorde do ano                                | Christian Coleman (USA) | 9.81  | Palo Alto, Estados Unidos   | 30 de junho de 2019  |
| Recorde africano                              | Olusoji Fasuba (NGR)    | 9.85  | Doha, Qatar                 | 12 de maio de 2006   |
| Recorde asiático                              | Femi Ogunode (QAT)      | 9.91  | Wuhan, China                | 4 de junho de 2015   |
| Recorde asiático                              | Femi Ogunode (QAT)      | 9.91  | Gainesville, Estados Unidos | 22 de abril de 2016  |
| Recorde asiático                              | Su Bingtian (CHN)       | 9.91  | Madri, Espanha              | 22 de junho de 2018  |
| Recorde asiático                              | Su Bingtian (CHN)       | 9.91  | Paris, França               | 30 de junho de 2018  |
| Recorde da América do Norte, Central e Caribe | Usain Bolt (JAM)        | 9.58  | Berlim, Alemanha            | 16 de agosto de 2009 |
| Recorde da América do Sul                     | Robson da Silva (BRA)   | 10.00 | Cidade do México, México    | 22 de julho de 1988  |
| Recorde europeu                               | Francis Obikwelu (POR)  | 9.86  | Atenas, Grécia              | 22 de agosto de 2004 |
| Recorde europeu                               | Jimmy Vicaut (FRA)      | 9.86  | Saint-Denis, França         | 4 de julho de 2015   |
| Recorde europeu                               | Jimmy Vicaut (FRA)      | 9.86  | Montreuil, França           | 7 de junho de 2016   |
| Recorde da Oceania                            | Patrick Johnson (AUS)   | 9.93  | Mito, Japão                 | 5 de maio de 2003    |

## Medalhistas
| Ouro                    | Prata               | Bronze                |
| Christian Coleman (USA) | Justin Gatlin (USA) | Andre De Grasse (CAN) |

## Tempo de qualificação
| Tempo de qualificação |
| --------------------- |
| 10.10                 |

## Calendário
| Data                   | Horário | Fase            |
| ---------------------- | ------- | --------------- |
| 27 de setembro de 2019 | 16:35   | Fase preliminar |
| 27 de setembro de 2019 | 18:05   | Eliminatórias   |
| 28 de setembro de 2019 | 18:45   | Semifinais      |
| 28 de setembro de 2019 | 22:15   | Final           |

Todos os horários estão no horário local (UTC+3)

## Resultados

### Fase preliminar
Qualificação: O primeiro de cada bateria (Q) e os cinco melhores tempos (q) da preliminar. 
| Pos. | Bateria | Atleta                   | Nacionalidade                   | Tempo | Notas                |
| ---- | ------- | ------------------------ | ------------------------------- | ----- | -------------------- |
| 1    | 1       | Taymir Burnet            | Países Baixos                   | 10.23 | Q                    |
| 2    | 2       | Kim Kuk-young            | Coreia do Sul                   | 10.32 | Q                    |
| 3    | 3       | Xu Zhouzheng             | China                           | 10.35 | Q                    |
| 4    | 4       | Ebrima Camara            | Gâmbia                          | 10.36 | Q                    |
| 5    | 1       | Hakeem Huggins           | São Cristóvão e Neves           | 10.49 | q                    |
| 6    | 4       | Banuve Tabakaucoro       | Fiji                            | 10.56 | q                    |
| 7    | 3       | Jonathan Bardottier      | Ilhas Maurícias                 | 10.61 | q                    |
| 8    | 1       | Owaab Barrow             | Catar                           | 10.64 | q,                   |
| 9    | 2       | Ngac Ngoc Nghia          | Vietname                        | 10.67 | q,                   |
| 10   | 2       | Yendountien Tiebekabe    | Togo                            | 10.69 |                      |
| 11   | 4       | Stern Noel Liffa         | Malawi                          | 10.72 | Recorde nacional     |
| 12   | 3       | Melique García           | Honduras                        | 10.76 |                      |
| 13   | 2       | Brandon Jones            | Belize                          | 10.88 |                      |
| 14   | 3       | Rossene Mpingo           | República Democrática do Congo  | 10.98 | Recorde pessoal      |
| 15   | 4       | Jonah Harris             | Nauru                           | 11.01 |                      |
| 16   | 1       | Ronald Lawrence Fotofili | Tonga                           | 11.06 |                      |
| 17   | 1       | Saymon Rijo Morris       | Anguila                         | 11.11 | Recorde pessoal      |
| 18   | 2       | Paul Ma'Unikeni          | Eslovênia                       | 11.29 | Recorde da temporada |
| 19   | 3       | Scott James Fiti         | Estados Federados da Micronésia | 11.34 |                      |
| 20   | 4       | Cheick Camara            | Guiné                           | 11.38 | Recorde pessoal      |
| 21   | 1       | Said Gilani              | Afeganistão                     | 11.45 | Recorde da temporada |
| 22   | 3       | Bleu Perez               | Guam                            | 11.48 | Recorde da temporada |
| 23   | 2       | Tirioro Willie           | Kiribati                        | 11.57 |                      |
| 24   | 4       | Dinesh Kumar Dhakal      | Butão                           | 11.64 | Recorde nacional     |
| 25   | 4       | Nainoa Soto Thompson     | Samoa Americana                 | 11.66 |                      |
| 26   | 4       | Adrian Ililau            | Palau                           | 11.67 |                      |
| 27   | 1       | Tikove Piira             | Ilhas Cook                      | 11.81 |                      |
| 28   | 3       | Don Motellang            | Ilhas Marshall                  | 11.89 | Recorde pessoal      |
| 29   | 1       | Alpha Diagana            | Mauritânia                      | 12.30 | Recorde pessoal      |
| 30   | 2       | Ahmed Ali                | Sudão                           | DNS   | DNS                  |

### Eliminatórias
Qualificação: Três primeiros de cada bateria (Q) e os seis melhores tempos (q) das eliminatórias. 
| Pos. | Bateria | Atleta                  | Nacionalidade         | Tempo | Notas |
| ---- | ------- | ----------------------- | --------------------- | ----- | ----- |
| 1    | 6       | Christian Coleman       | Estados Unidos        | 9.98  | Q     |
| 2    | 1       | Akani Simbine           | África do Sul         | 10.01 | Q     |
| 3    | 2       | Justin Gatlin           | Estados Unidos        | 10.06 | Q     |
| 4    | 4       | Yohan Blake             | Jamaica               | 10.07 | Q     |
| 5    | 6       | Marcell Jacobs          | Itália                | 10.07 | Q     |
| 6    | 4       | Jimmy Vicaut            | França                | 10.08 | Q     |
| 7    | 3       | Zharnel Hughes          | Grã-Bretanha          | 10.08 | Q     |
| 8    | 6       | Abdul Hakim Sani Brown  | Japão                 | 10.09 | Q     |
| 9    | 5       | Paulo André de Oliveira | Brasil                | 10.11 | Q     |
| 10   | 2       | Andre De Grasse         | Canadá                | 10.13 | Q     |
| 11   | 3       | Raymond Ekevwo          | Nigéria               | 10.14 | Q     |
| 12   | 5       | Mike Rodgers            | Estados Unidos        | 10.14 | Q     |
| 13   | 4       | Arthur Cissé            | Costa do Marfim       | 10.14 | Q     |
| 14   | 1       | Aaron Brown             | Canadá                | 10.16 | Q     |
| 15   | 4       | Yoshihide Kiryū         | Japão                 | 10.18 | q     |
| 16   | 3       | Emmanuel Matadi         | Libéria               | 10.19 | Q     |
| 16   | 1       | Xie Zhenye              | China                 | 10.19 | Q     |
| 18   | 2       | Adam Gemili             | Grã-Bretanha          | 10.19 | Q     |
| 19   | 5       | Filippo Tortu           | Itália                | 10.20 | Q     |
| 20   | 1       | Taymir Burnet           | Países Baixos         | 10.21 | q     |
| 20   | 5       | Yuki Koike              | Japão                 | 10.21 | q     |
| 22   | 4       | Su Bingtian             | China                 | 10.21 | q     |
| 23   | 2       | Tyquendo Tracey         | Jamaica               | 10.21 | q     |
| 24   | 1       | Ojie Edoburun           | Grã-Bretanha          | 10.23 | q     |
| 25   | 1       | Christopher Belcher     | Estados Unidos        | 10.23 |       |
| 26   | 2       | Edward Osei-Nketia      | Nova Zelândia         | 10.24 |       |
| 27   | 5       | Hassan Taftian          | Irão                  | 10.24 |       |
| 28   | 3       | Simon Magakwe           | África do Sul         | 10.25 |       |
| 29   | 5       | Thando Dlodlo           | África do Sul         | 10.25 |       |
| 30   | 6       | Rodrigo do Nascimento   | Brasil                | 10.25 |       |
| 31   | 6       | Mario Burke             | Barbados              | 10.31 |       |
| 32   | 4       | Kim Kuk-young           | Coreia do Sul         | 10.32 |       |
| 33   | 3       | Cejhae Greene           | Antígua e Barbuda     | 10.33 |       |
| 34   | 3       | Joseph Amoah            | Gana                  | 10.36 |       |
| 35   | 6       | Lalu Muhammad Zohri     | Indonésia             | 10.36 |       |
| 36   | 3       | Xu Zhouzheng            | China                 | 10.37 |       |
| 37   | 1       | Kemar Hyman             | Ilhas Caimã           | 10.37 |       |
| 38   | 6       | Alex Wilson             | Suíça                 | 10.38 |       |
| 39   | 3       | Ebrima Camara           | Gâmbia                | 10.38 |       |
| 40   | 2       | Rohan Browning          | Austrália             | 10.40 |       |
| 41   | 4       | Vitor Hugo dos Santos   | Brasil                | 10.42 |       |
| 42   | 2       | Usheoritse Itsekiri     | Nigéria               | 10.46 |       |
| 43   | 1       | Banuve Tabakaucoro      | Fiji                  | 10.56 |       |
| 44   | 4       | Hakeem Huggins          | São Cristóvão e Neves | 10.62 |       |
| 45   | 5       | Owaab Barrow            | Catar                 | 12.82 |       |
| 46   | 5       | Divine Oduduru          | Nigéria               | DNS   | DNS   |
| 46   | 2       | Jonathan Bardottier     | Ilhas Maurícias       | DNS   | DNS   |
| 46   | 9       | Ngần Ngọc Nghĩa         | Vietname              | DNS   | DNS   |

### Semifinais
Qualificação: Dois primeiros de cada bateria (Q) e os dois melhores tempos (q) das semifinais. 
| Pos. | Bateria | Atleta                  | Nacionalidade   | Tempo | Notas |
| ---- | ------- | ----------------------- | --------------- | ----- | ----- |
| 1    | 1       | Christian Coleman       | Estados Unidos  | 9.88  | Q     |
| 2    | 3       | Akani Simbine           | África do Sul   | 10.01 | Q     |
| 3    | 3       | Zharnel Hughes          | Grã-Bretanha    | 10.05 | Q     |
| 4    | 2       | Andre De Grasse         | Canadá          | 10.07 | Q     |
| 5    | 2       | Yohan Blake             | Jamaica         | 10.09 | Q     |
| 6    | 2       | Justin Gatlin           | Estados Unidos  | 10.09 | q     |
| 7    | 3       | Filippo Tortu           | Itália          | 10.11 | q     |
| 8    | 3       | Tyquendo Tracey         | Jamaica         | 10.11 |       |
| 9    | 3       | Mike Rodgers            | Estados Unidos  | 10.12 |       |
| 10   | 1       | Aaron Brown             | Canadá          | 10.12 | Q     |
| 11   | 1       | Adam Gemili             | Grã-Bretanha    | 10.13 |       |
| 12   | 1       | Paulo André de Oliveira | Brasil          | 10.14 |       |
| 13   | 2       | Xie Zhenye              | China           | 10.14 |       |
| 14   | 1       | Abdul Hakim Sani Brown  | Japão           | 10.15 |       |
| 15   | 3       | Yoshihide Kiryū         | Japão           | 10.16 |       |
| 16   | 3       | Jimmy Vicaut            | França          | 10.16 |       |
| 17   | 1       | Taymir Burnet           | Países Baixos   | 10.18 |       |
| 18   | 2       | Raymond Ekevwo          | Nigéria         | 10.20 |       |
| 19   | 1       | Marcell Jacobs          | Itália          | 10.20 |       |
| 20   | 2       | Ojie Edoburun           | Grã-Bretanha    | 10.22 |       |
| 21   | 1       | Su Bingtian             | China           | 10.23 |       |
| 22   | 2       | Yuki Koike              | Japão           | 10.28 |       |
| 23   | 2       | Emmanuel Matadi         | Libéria         | 10.28 |       |
| 24   | 3       | Arthur Cissé            | Costa do Marfim | 10.34 |       |

### Final
A final ocorreu dia 28 de setembro às 22:15. 
| Pos.              | Raia | Atleta            | Nacionalidade  | Tempo | Notas                |
| ----------------- | ---- | ----------------- | -------------- | ----- | -------------------- |
| Medalha de ouro   | 4    | Christian Coleman | Estados Unidos | 9.76  | Melhor marca do ano  |
| Medalha de prata  | 3    | Justin Gatlin     | Estados Unidos | 9.89  |                      |
| Medalha de bronze | 6    | Andre De Grasse   | Canadá         | 9.90  | Recorde pessoal      |
| 4                 | 5    | Akani Simbine     | África do Sul  | 9.93  | Recorde da temporada |
| 5                 | 8    | Yohan Blake       | Jamaica        | 9.97  |                      |
| 6                 | 7    | Zharnel Hughes    | Grã-Bretanha   | 10.03 |                      |
| 7                 | 2    | Filippo Tortu     | Itália         | 10.07 | Recorde da temporada |
| 8                 | 9    | Aaron Brown       | Canadá         | 10.08 |                      |

Legenda
| Recorde mundial       | Recorde mundial (World record)               |                       | Recorde africano                      | Recorde africano (African) |                                           | Q | Classificado por posição (Qualified) |
| Recorde do campeonato | Recorde do campeonato (Championship record)  | Recorde da América    | Recorde da América (Americas)         | q                          | Classificado por melhor tempo (Qualified) |   |                                      |
| Melhor marca do ano   | Melhor marca do ano (World leading)          | Recorde asiático      | Recorde asiático (Asian)              | DNS                        | Não largou (Did not start)                |   |                                      |
| Recorde nacional      | Recorde nacional (National record)           | Recorde europeu       | Recorde europeu (European)            | DNF                        | Não terminou (Did not finish)             |   |                                      |
| Recorde pessoal       | Recorde pessoal do atleta (Personal best)    | Recorde da Oceania    | Recorde da Oceania (Oceania)          | DSQ / DQ                   | Desclassificado (Disqualified)            |   |                                      |
| Recorde da temporada  | Recorde da temporada do atleta (Season best) | Recorde sul-americano | Recorde sul-americano (South America) | NM                         | Sem marca (No mark)                       |   |                                      |